# ルックイースト政策
ルックイースト政策（ルックイーストせいさく、Look East Policy）もしくは東方政策（とうほうせいさく）とは、日本の近代化を手本としたマレーシアの政策であり、輸出加工区に外国企業を誘致するというものである。

## 概要
もともとは、1981年7月16日にマレーシアの第4代首相に就任したマハティールが同年の12月15日に提言した内容がそのように呼ばれるようになった。
この提言に先立ち、ラザク政権での教育大臣時代にも、マハティールは日本の成功に関心を寄せていたが、そのように彼が他国に範を求めた背景には、当時のマレーシアが抱えていた諸問題があった。
地元のマレー人を中国系・インド系住民より優遇するブミプトラ政策の導入後、マレー人の社会的地位が向上し、マレーシア国内の社会的安定が達成されるかに思われたが、マレー人が優先的に採用された公的機関では非能率と怠慢が横行し、またビジネス界に参入するようになったマレー人ビジネスマンのあいだでは過度の個人主義的、利己主義的な傾向が顕著になった。
また、1981年のマハティール首相就任後、旧宗主国であるイギリスとのあいだで留学生問題やビジネス問題でトラブルが発生し、にわかにマハティール政権とイギリスの関係は緊張していた。
これらの諸事情を背景にして、個人の利益より集団の利益を優先する日本の労働倫理に学び、過度の個人主義や道徳・倫理の荒廃をもたらす西欧的な価値観を修正すべきである、とする同年12月15日のマハティールの提言がなされたのである。ただし、集団主義や労働倫理の範を、国内の華人ではなく、外国の日本に模範を求めたのは、マレーシアに独特の人種問題が絡んでいたからだ、ともいわれている。
こうしたマハティールの提言から、マレーシア国内では日本に対する関心が高まることになり、人材育成の一環として日本への派遣留学が急増。また、これを好機とみた日本の建設業界のマレーシア進出ラッシュを呼び寄せることにもなった。やがてそれらの急激な日本企業の進出に対して、マレーシア国内で反発が強まり、マハティール自身もこれらを批判することになった。
その後、マハティールの首相在任期間中（ - 2003年）、ときにジレンマを抱えながらも、日本からの経済支援、技術移転などを理由として、ルック・イースト政策は継続された。
しかし、近年は経済成長著しい中国や米国への留学が急増する一方で日本への留学は減少傾向にあり、毎年定員割れが続いている。背景には、マレーシアが経済発展していることや経済の低迷が続く日本が留学先としての魅力に乏しいことが理由とされる。また、ナジブ首相もルックイースト政策開始から30周年を記念するシンポジウムで、同政策の維持を確認しながらも省エネや医学といった日本が世界に先行する分野にターゲットを絞って留学生を送り出すとして、政策の転換も示している。

## 関連文献
- マハティール・ビン・モハマド、高多理吉訳『マレー・ジレンマ』、勁草書房、1983年（Mahathir bin Mohamad, The Malay Dilemma, Asia Pacific Press, 1970）
- 萩原宣之『マレーシア政治論 複合社会の政治力学』、弘文堂、1989年
- 萩原宣之『ラーマンとマハティール ブミプトラの挑戦』（現代アジアの肖像14）、岩波書店、1996年